# Lakshmipura, Piriyapatna
Lakshmipura là một làng thuộc tehsil Piriyapatna, huyện Mysore, bang Karnataka, Ấn Độ.